# 上條正仁
上條 正仁(かみじょう まさひと、1954年7月12日 - ）は、日本の経営者、銀行家。東京都出身。

## 経歴
1977年に慶應義塾大学法学部を卒業し、同年に協和銀行に入行。2003年に埼玉りそな銀行執行役員に就任し、2006年に代表取締役、2008年に専務を経て、2009年には社長に就任。2014年4月に会長に就任。